# Arthur Aitken

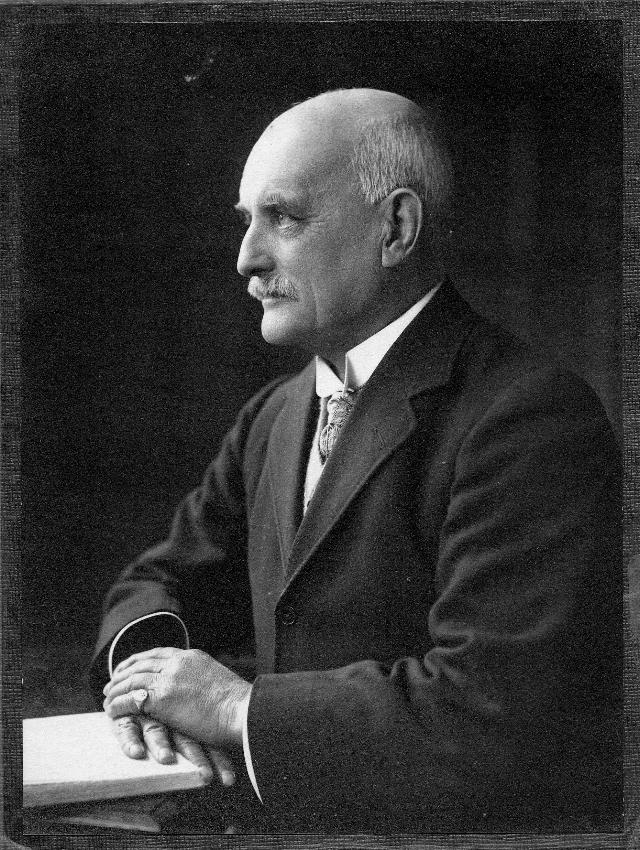
Arthur Aitken

Arthur Edward Aitken (* 25. Mai 1861 in Rochford, Essex, England; † 29. März 1924 in Rom, Italien) war ein britischer Militärbefehlshaber.
Er leitete im Range eines Brigadegenerals an der Spitze der Indischen Expeditions-Streitkräfte B die Landung in Deutsch-Ostafrika und wurde Anfang November 1914 in der Schlacht von Tanga geschlagen. Aitken war vor der Schlacht über die Maßen zuversichtlich und unternahm keine Aufklärung des Gebietes. Er hatte wenig Kenntnis von der Qualität der deutschen Kolonialtruppen, denen er gegenüberstand. Er lehnten Informationen anderer Offiziere über die Askaris, die schwarzen Soldaten der deutschen Kolonialtruppen und den Kriegsschauplatz ab. Nicht mal Infos über das Angriffsziel Tanga hatte er. Die deutschen Verteidiger wurden von Paul von Lettow-Vorbeck angeführt. Aitkens Truppen wurden zerstreut und verfolgt. Die Details wurden in England mehrere Monate lang verschleiert. Die Schlacht wird des Öfteren auch als „Schlacht der Bienen“ bezeichnet, weil Bienenschwärme Soldaten angriffen.
Nach der Schlacht von Tanga wurde General Aitken nach England abberufen, zum Oberst degradiert und mit halbem Sold in den Ruhestand versetzt. Später kam man zu der Auffassung, dass er zum Sündenbock für die Niederlage gemacht worden war. 1920 wurde er offiziell rehabilitiert. Im November 1921 erklärte der Staatssekretär für Indien im Unterhaus, dass Oberst Aitken mit voller Pension und dem Rang eines Ehrenbrigadegenerals in den Ruhestand versetzt worden sei, rückwirkend zum Mai 1918. In seinen letzten Lebensjahren war Brigadegeneral Aitken eine prominente lokale Persönlichkeit in Bath. Aufgrund seiner schlechten Gesundheit verbrachte er seine letzten Monate in Italien und starb dort plötzlich an einem Herzinfarkt.

## Weblink
- Aitken auf firstworldwar.com (engl.)